# Vladimír Kubíček
Vladimír Kubíček (11. října 1913 Uherský Brod – 17. dubna 1941 Kelpen-Oler) byl český palubní navigátor 311. československé bombardovací perutě a oběť druhé světové války.

## Život

### Před druhou světovou válkou
Vladimír Kubíček se narodil 11. října 1913 v Uherském Brodě. Vyrůstal na statku zvaném Horní dvůr, kde pracoval jeho otec. V rodném městě studoval čtyři roky na reálném gymnáziu, poté na přání rodičů přestoupil na hospodářskou školu v Opavě, kde rovněž v roce 1933 odmaturoval. Nastoupil prezenční vojenskou službu, během které absolvoval školu pro důstojníky pěchoty v záloze. Následně se rozhodl stát vojákem z povolání a přihlásil se k letectvu. V roce 1936 úspěšně dokončil kurz pro letecké pozorovatele. Službu v armádě samostatného Československa zakončil v hodnosti poručíka.

### Druhá světová válka
Po německé okupaci opustil Vladimír Kubíček společně s Františkem Louckým a Janem Křivdou v prosinci 1939 ilegálně Protektorát Čechy a Morava a přes Slovensko a Jugoslávii se přesunul do Francie, kde byl 15. května 1940 prezentován v Agde u zde vznikající československé zahraniční jednotky. Po pádu Francie v červnu téhož roku se evakuoval do Spojeného království, kde vstoupil do Royal Air Force a byl zařazen ke 311. československé bombardovací peruti. Po výcviku na letišti v Honingtonu se stal palubním navigátorem a v září 1940 nastoupil operační turnus. Absolvoval několik náletů. Dne 17. dubna 1941 byl jeho stroj Vickers Wellington Mk.IC R1599 KX-J při návratu z bombardování Kolína nad Rýnem sestřelen německým leteckým esem Wernerem Streibem létajícím na Messerschmittu Bf 110. Letoun se zřítil tři kilometry od nizozemské obce Kelpen, nikdo z posádky nepřežil. Vladimír Kubíček byl společně s ostatními pohřben ve Venlo, později byly ostatky přeneseny na válečný hřbitov Jonkerbos v Nijmegenu. Dosáhl hodnosti nadporučíka.

## Posmrtná ocenění
- Vladimír Kubíček byl in memoriam povýšen do hodnosti štábního kapitána a poté podplukovníka
- Vladimíru Kubíčkovi byl in memoriam udělen Československý válečný kříž 1939 a Československá medaile Za chrabrost před nepřítelem